# Почесні звання Естонської РСР
Почесні звання Естонської РСР — відзнаки Естонської Радянської Соціалістичної Республіки, що присвоювалися Президією Верховної Ради Естонської РСР особам, що мали особливі заслуги у державному, господарчому чи культурному будівництві республіки.
У нижче наведеному переліку вказані почесні звання у порядку їх заснування:
- 31 березня 1941 — Народний артист Естонської РСР;
- 31 березня 1941 — Народний письменник Естонської РСР;
- 31 березня 1941 — Заслужений письменник Естонської РСР;
- 31 березня 1941 — Заслужений артист Естонської РСР;
- 31 березня 1941 — Заслужений діяч мистецтв Естонської РСР;
- 31 березня 1941 — Заслужений лікар Естонської РСР;
- 31 березня 1941 — Заслужений діяч науки Естонської РСР;
- 4 листопада 1949 — Заслужений зоотехнік Естонської РСР;
- 4 листопада 1949 — Заслужений ветеринарний лікар Естонської РСР;
- 17 квітня 1954 — Заслужений агроном Естонської РСР;
- 1956 — Заслужений майстер професійно-технічного навчання Естонської РСР[a];
- 1956 — Заслужений учитель професійно-технічного навчання Естонської РСР;
- 13 серпня 1960 — Заслужений будівельник Естонської РСР;
- 2 вересня 1960 — Заслужений винахідник Естонської РСР;
- 2 вересня 1960 — Заслужений раціоналізатор Естонської РСР;
- 24 червня 1961 — Заслужений інженер Естонської РСР;
- 24 червня 1961 — Заслужений діяч культури Естонської РСР;
- 24 червня 1961 — Народний художник Естонської РСР;
- 24 червня 1961 — Заслужений художник Естонської РСР;
- 24 червня 1961 — Заслужений хор Естонської РСР;
- 24 червня 1961 — Заслужений ансамбль Естонської РСР;
- 24 червня 1961 — Заслужений оркестр Естонської РСР;
- 24 червня 1961 — Заслужений учитель Естонської РСР;
- 26 жовтня 1963 — Заслужений діяч спорту Естонської РСР;
- 4 червня 1965 — Заслужений шахтар Естонської РСР;
- 26 червня 1965 — Заслужений рибалка Естонської РСР;
- 26 червня 1965 — Заслужений працівник торгівлі Естонської РСР;
- 15 грудня 1965 — Заслужений поліграфіст Естонської РСР;
- 29 січня 1966 — Заслужений лісовод Естонської РСР;
- 28 квітня 1966 — Заслужений юрист Естонської РСР;
- 1966 — Заслужений механізатор Естонської РСР;
- 10 вересня 1966 — Заслужений журналіст Естонської РСР;
- 28 вересня 1966 — Заслужений працівник транспорту Естонської РСР;
- 27 січня 1967 — Заслужений працівник побутового обслуговування Естонської РСР;
- 1967 — Заслужений працівник хімічної промисловості Естонської РСР;
- 1967 — Заслужений працівник легкої промисловості Естонської РСР[b];
- 25 серпня 1967 — Заслужений працівник промисловості Естонської РСР;
- 29 квітня 1967 — Заслужений зв'язківець Естонської РСР;
- 28 жовтня 1967 — Заслужений архітектор Естонської РСР;
- 28 жовтня 1967 — Заслужений енергетик Естонської РСР;
- 28 жовтня 1967 — Заслужений економіст Естонської РСР;
- 24 липня 1973 — Заслужений працівник житлово-комунального госпдарства Естонської РСР;
- 24 липня 1973 — Заслужений працівник сільського господарства Естонської РСР;
- 24 липня 1973 — Заслужений садівник Естонської РСР;
- 1973 — Заслужений працівник професійно-технічної освіти Естонської РСР;
- 24 липня 1973 — Заслужений працівник охорони здоров'я Естонської РСР;
- 25 серпня 1978 — Заслужений працівник соціального забезпечення Естонської РСР;
- 23 травня 1980 — Заслужений наставник молоді Естонської РСР;
- 23 травня 1980 — Заслужений працівник народної освіти Естонської РСР;
- 23 травня 1980 — Заслужений рибник Естонської РСР;
- 16 грудня 1983 — Заслужений працівник охорони громадського порядку Естонської РСР;
- 29 листопада 1984 — Заслужений діяч охорони природи Естонської РСР;
- 29 серпня 1985 — Заслужений конструктор Естонської РСР;
- 29 серпня 1985 — Заслужений технолог Естонської РСР.

## Зауваги
1. ↑  Присвоювалось до 24 липня 1973 року. Всього 11 нагороджених.
2. ↑  Присвоювалось до 25 липня 1967 року. Всього 5 нагороджених.